# Vesjolyje Kartinki
Vesjolyje Kartinki (přepis Весёлые картинки – legrační obrázky – z ruštiny) byl internetový server, na kterém rozliční autoři pod přezdívkami uveřejňovali vtipné fotomontáže, též nazývané kartinki. Každé pondělí bylo vyhlášeno téma, na které mohou autoři obrázky vytvářet. Kartinki byly shromažďovány na diskusním serveru Okoun.cz a následně pravidelně uveřejňovány na oficiálních stránkách (které byly až do roku 2005 na serveru kompost.cz). První obrázky byly zveřejněny 11. listopadu 2003. Server uzavřel svou činnost dvoustým řádným vydáním 28. března 2008. V roce 2009 přestal běžet server úplně.
Název byl inspirován stejnojmenným sovětským dětským časopisem, který byl v osmdesátých letech distribuován žákům základních škol. Z hlediska české i ruské gramatiky je velké „K“ v názvu nesprávné, ale editoři VK dle svých slov chybu učinili záměrně. 
Obdobné servery ve světě, které inspirovaly české tvůrce, jsou Something Awful a Worth1000.
Tvůrcům několikrát hrozilo trestní stíhání. Nejznámější případ je vytvoření fotomontáže s nápisem VyHubení, kde se objevila fotomontáž snímku z Terezína a pozměněného loga reality show VyVolení. Na provozovatele bylo podáno trestní oznámení za podněcování k nenávisti vůči skupině osob.